# Prelovšek
Prelovšek je priimek več znanih Slovencev:
- Andrej Prelovšek, arhitekt
- Anita Prelovšek (*1983), flavtistka, etnomuzikologinja
- Damjan Prelovšek (*1945), umetnostni zgodovinar, publicist, diplomat
- Eva Prelovšek Niemelä (*1977), arhitektka
- Janja Prelovšek (*1982), atletinja
- Marjan Prelovšek (*1949), smučarski skakalec, trener
- Matko Prelovšek (1876—1955), gradbeni inženir, mestni urbanist v Ljubljani
- Meta Prelovšek, zborovska pevka
- Mitja Prelovšek, speleolog, krasoslovec
- Mitja Prelovšek, oblikovalec svetlobe, inovator, podjetnik
- Peter Prelovšek (*1947), fizik, univ. prof.
- Saša Prelovšek Komelj, fizičarka (IJS), izr. prof. FMF
- Tomaž Prelovšek (*1963), duhovnik